# Tambaga

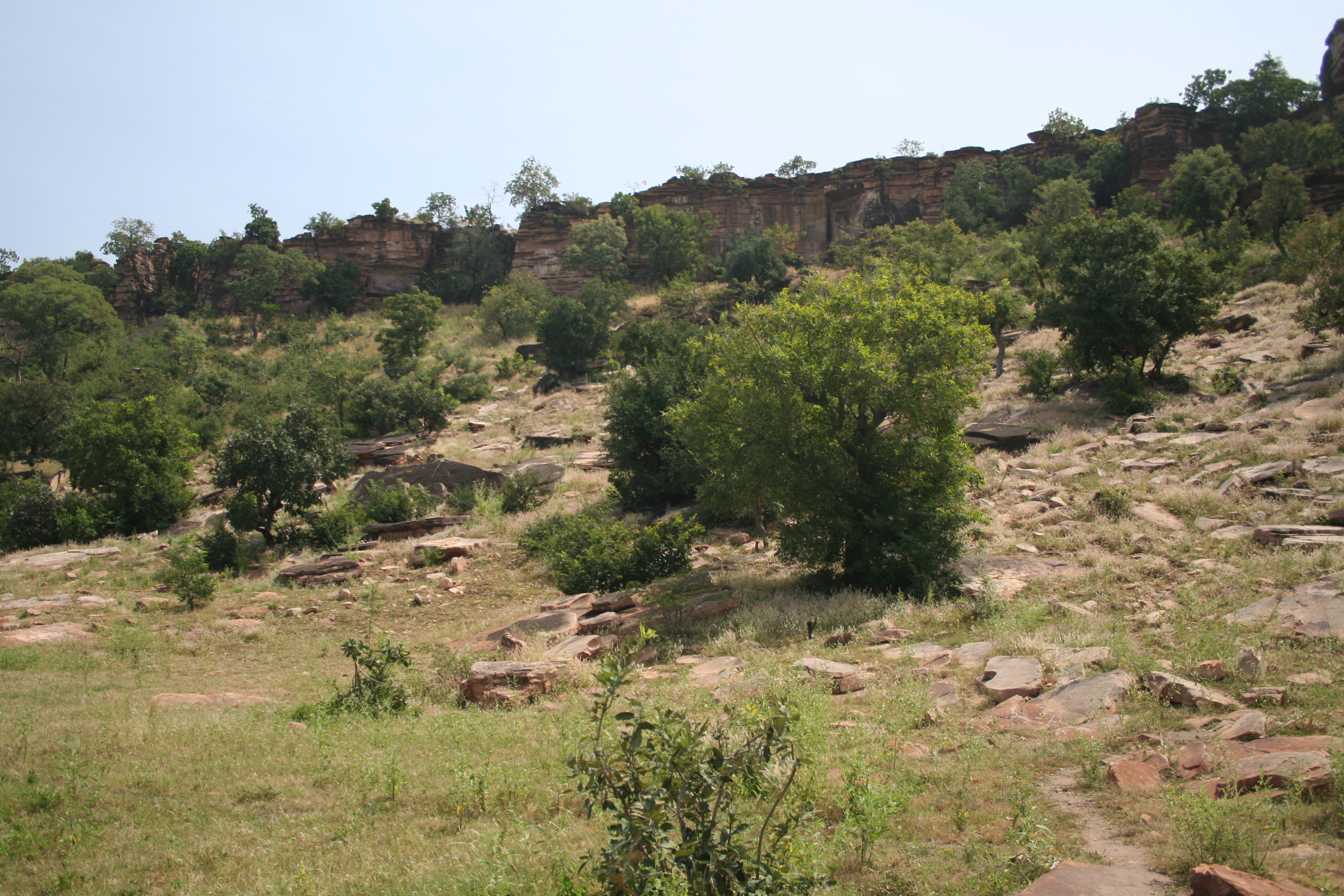
Die Chaîne de Gobnangou oberhalb von Tambaga

Tambaga ist sowohl eine Gemeinde (französisch commune rurale) als auch ein dasselbe Gebiet umfassendes Departement im westafrikanischen Staat Burkina Faso, in der Region Est und der Provinz Tapoa. Die Gemeinde hat 41.137 Einwohner. Die Ortschaft Tambaga liegt am Fuß der Chaîne de Gobnangou.